# Комплекс строений усадьбы Арендтов-Ребец (Симферополь)
Комплекс строений усадьбы Арендтов-Ребец — памятник градостроительства и архитектуры в Симферополе. Дом, где жил основоположник отечественного планеризма Н. А. Арендт.
Занимает участок между ул. К. Либкнехта (Долгоруковская) № 14 и Карла Маркса (бывшая Полицейская), № 25. Родовая усадьба Арендтов, в которой родились и жили многие потомки А. Ф. Арендта. Семья Арендтов оставила яркий след в истории русской медицины, науки, культуры. Имя Арендтов было увековечено современниками в наименовании симферопольской улицы в Новом городе (сейчас ул. Дзержинского) и амбулатории им. Н. А. Арендта (дом № 42 по ул. Пушкина).

## История
Из сохранившихся документов известно, что этот участок был в владении Арендта в 1843 году, а в 1858 году здесь уже существовала усадьба.
Согласно окладным и налоговым книгам Симферопольской городской управы усадьба включала жилой дом и служебные строения.
Первым владельцем её был Андрей Федорович Арендт, брат петербургского лейб-медика Н. Ф. Арендта.
После смерти А. Ф. Арендта, согласно архивным документам, владелицей родовой усадьбы стала его вдова — Матрёна Каллистратовна Арендт, урождённая Баптизманская.

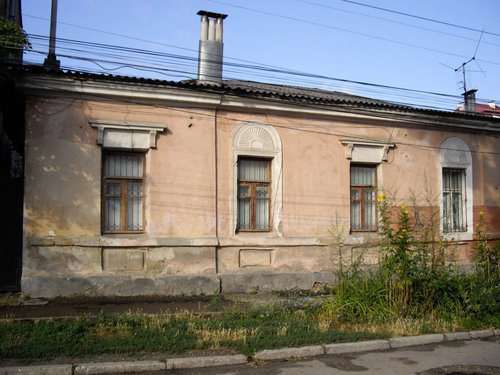
Дом в Симферополе, где родился Николай Андреевич (сторона на ул. Карла Либкнехта)

По сведениям крымских историков и краеведов Н. А. Арендт родился 1 октября 1833 г. именно в родовой усадьбе по ул. Долгоруковской. Он прожил здесь до окончания Симферопольской мужской гимназии 1849 году.
Вернулся в Симферополь в 1865 году. Вскоре женился на Софье, известной благотворительнице, писательнице, дочери Таврического вице-губернатора Сонцова Адриана Александровича.
В 1891 году Николай и Софья Арендты жили в бывшем родительском доме по улице Долгоруковской. В конце 1891 года они уехали на приобретённую ими небольшую дачу Мегафули под Ялтой (район посёлка Иссары). 12 декабря 1893 года Н. А. Арендт умер и был похоронен на даче (в советское время перезахоронен в Ялте на Поликуровском мемориале).
Естественно предположить проживание в усадьбе всех детей Андрея Федоровича и Матрёны Каллистратовны Арендтов до достижения ими зрелого возраста или до момента приобретения ими своего жилья.
В конце XIX века дом Арендтов был выкуплен статским советником Ф. Я. Ребецом, известный как заслуженный учитель, преподаватель древних языков в Симферопольской мужской гимназии, знаток древностей, действительной член Таврической ученой архивной комиссии, один из авторов первого путеводителя по городу Симферополю «Третья учебная экскурсия Симферопольской мужской гимназии». Муж дочери Андрея Федоровича Арендта, Софьи. Владение выкуплено у племянниц её. Ф. Я. Ребец собирался построить на приобретённом участке большой дом со стороны ул. Екатерининской, но умер 19 ноября 1899 года. Нынешний дом № 25 на ул. Карла Маркса (ранее ул. Екатерининская, № 29) возведён госпожой Ребец в 1900—1901 годах. В доме по ул. Екатерининской, 29 жили она сама, её племянница Н.К. Обольянинова (дочь сестры Натальи, по мужу Янушевской) и её падчерица Б.Ф. Ребец — дочь мужа по первому браку.
Вся усадьба (бывшая Арендтов), включавшая территорию от ул.Долгоруковской до ул.Екатерининской (всего около 500 саженей) со всеми постройками была завещана С.А. Ребец странноприимному дому А.С.Таранова-Белозерова. Условиями завещания, оговорёнными С.А.Ребец, были содержание в больнице данного учреждения её нервнобольного пасынка Ф.Ф.Ребеца (сына мужа от первого брака), а также предоставление в пожизненное владение дома по ул. Екатерининской её племяннице Н.К.Обольяниновой и падчерице Б.Ф.Ребец.

### Советская Россия
В 1921 году здесь жил командующий войсками Крымского района Киевского военного округа Иона Эммануилович Якир.
В дальнейшем усадьба национализирована и поделена на отдельные восемь квартир.
Решением Крымского облисполкома № 164 от 15.04.1986 усадьба Арендтов внесена под номером 3072 в список «Памятников местного и национального значения (архитектура и градостроительство, история, монументальное искусство)» как «Усадьба Арендтов (дом, где с 1833 — по 1850-е годы жил основоположник отечественного планеризма Н. А. Арендт)». Охранная зона — в пределах площади здания.. На здание 14 по ул. Карла Либкнехта была установлена мемориальная табличка. В 2009 году табличка со стены дома исчезла.

### Украина
В 1998 году Республиканским комитетом по делам межнациональных отношений и депортированных граждан было принято решение о создании Республиканского крымскотатарского музея искусств, для музея было подобрано жилое здание — двухэтажное здание усадьбы, выходящее на ул. Карла Маркса. Проект реконструкции и реставрации здания был оценен в 380 тысяч у.е. Из государственного бюджета было выделено на отселение жильцов из восьми квартир 20 миллиардов купонов (130 тысяч у.е.). Остальные средства искали по программе ООН по развитию и интеграции Крыма. Здание было отдано сначала в аренду, а позднее передано в собственность аффилированной с крымскотатарским меджлисом структуре — благотворительному фонду «Крым».
Строители, приступили к работе до того как были решены финансовые и организационные вопросы, вскрыли крышу здания, поставили строительный забор, и остановили работы. Новые собственники по словам очевидцев, открыли воду, чтобы размыла фундамент. Так в те годы поступали с постройками, которые хотели уничтожить, объявив аварийными. В последующие годы под воздействием осадков стены здания без крыши начали разрушаться. [4]
Спустя 10 лет, 23 октября 2008 года вышло постановление Верховного совета Автономной Республик Крым о приватизации здания:
Фонду имущества Автономной Республики Крым при приватизации объекта — нежилого здания, находящегося на балансе Крымского республиканского учреждения «Крымскотатарский музей искусств», переданного в пользование по договору аренды благотворительной организации "Фонд «Крым», расположенного по адресу: г. Симферополь, ул. К. Маркса, 25, определить одним из условий договора купли-продажи передачу бесплатно в состав имущества, принадлежащего Автономной Республике Крым, не менее 460 м2 помещений указанного здания для размещения Крымского республиканского учреждения «Крымскотатарский музей искусств» после завершения реконструкции здания на ул. К. Маркса, 25 в г. Симферополе.
В 2009 году здание выкупил «Фонд „Крым“» — благотворительная национальная организация, аффилированная с крымскотатарским меджлисом. Директор фонда «Крым» Реза Шевкиев — племянник Мустафы Джемилева, председателя меджлиса.
В начале 2013 года в СМИ появилось сообщение о планах фонд «Крым» снести усадьбу Арендта и начать строительство девятиэтажного здания при финансовой помощи крупнейшей организации крымскотатарской диаспоры в Турции — Федерация крымских обществ (KIDF). Её председатель, крупный турецкий бизнесмен и миллионер, Ибраим Араджи в октябре 2013 года собрал в Симферополе журналистов и пообещал в ближайшее время построить «в престижном районе Симферополя» крымскотатарский дворец культуры и искусств
Члены «Общества защиты и сохранения культурного наследия» начали бороться за сохранение усадьбы летом 2012 года.
По мнению общественника городские власти были также заинтересованы в уничтожении усадьбы:
Схема уже обкатана, прецедент создан: сначала горсовет судится с собственником, а, выиграв суд и заявив, что «там даже не сооружение, а остатки стройматериалов» (Агеев), подготавливает общественное мнение, и даёт команду здание разрушить. А «стройматериалы» складирует, объявив, что «мы готовы вернуть их собственнику», наверное, на случай возможных исков собственника. 
29 января 2013 года глава правительства Крыма Анатолий Могилёв заявил, что дом Арендта на улице Карла Маркса в Симферополе должен быть восстановлен в первоначальном виде:
С моей точки зрения, дом этот имеет свои исторические корни и, по логике, его необходимо восстановить, чтобы он был в том виде, в каком находился раньше. Ко мне приходили представители собственника этого дома, благотворительной организации «Фонд „Крым“», показывали проекты: предполагается снести этот дом и построить на его месте высотное здание. С точки зрения здравого смысла в центре Симферополя, где расположены максимум двух-, трёхэтажные здания, многоэтажка не совсем будет вписываться в архитектуру этого квартала. Поэтому я говорю: если собрались строить здание, то надо либо сохранить облик старого здания, либо сделать так, чтобы новое здание хотя бы вписывалось в общий архитектурный облик этого квартала. Оно не должно там торчать, как башня посреди поля. Это не нормально будет.
8 апреля 2013 года, по факту «циничного уничтожения старинного симферопольского комплекса-усадьбы Арендтов меджлисовским фондом „Крым“» в Генеральную прокуратуру Украины обратился заместитель директора Украинского филиала Института стран СНГ, депутат Верховного Совета Крыма трёх созывов Олег Родивилов. В заявлении отмечается, что здание дома Арендта «было приведено арендатором в аварийное состояние» и что в настоящее время владельцы фонда планируют вообще снести здание, ставшее аварийным благодаря их усилиям, и построить на этом месте офисно-торговый комплекс.
26 июня 2013 года на пленарном заседании 63-й сессии Симферопольского городского совета принято решение передать в аренду на 49 лет «для реконструкции нежилых зданий» под «Крымско-татарский культурный центр» с офисными помещениями и паркингом земельный участок «ориентировочной площадью» 0,16 га по улице Карла Маркса, 25, где расположена усадьба.
В августе 2013 года «Общества защиты и сохранения культурного наследия» удалось добиться присвоения дому Арендта статуса памятника архитектуры и истории.
Приказом Министерства культуры Украины от 14.08.2013 № 757 усадьба объявлена памятником истории, архитектуры местного значения с номером в реестре недвижимых памятников № 30721-АР.
Собственник здания, Фонд «Крым» в соответствии с законодательством Украины должен был подписать охранный договор и обеспечить охранные мероприятия здания. Вместо этого он подал на Реском АРК по охране культурного наследия и Министерство культуры Украины иск в окружной административный суд Симферополя с требованием решение Минкульта отменить, и признать действия ответчиков незаконными и противоправными. Вынос объекта из реестра дал бы "Фонду «Крым» возможность снести усадьбу.
25 ноября 2013 года собственник здания выиграл иск против Министерства культуры Украины в Окружном административном суде Симферополя, который отменил решение о присвоении дому Арендта статуса памятника.
Но апелляционные жалобы по данному решению помимо Министерства культуры Украины подали: Украинское общество охраны памятников истории и культуры (УООПИиК, Киев), Общество защиты и сохранения культурного наследия (ОЗИСКН, Симферополь), Члены семьи Арендт в лице Марии Арендт (Москва). Общественная организация выиграла иск в Севастопольском апелляционном административном суде Республики Крым, и дом Арендта остался в статусе памятника истории и архитектуры.
После решения апелляционного суда собственник здания Фонд «Крым» крымскотатарского меджлиса обязан был либо восстановить дом Арендта и разместить там свой культурный центр, либо вернуть в собственность города в обмен на другой, равноценный, участок, на котором они смогут реализовать свои планы без ущерба своих интересов.
После решения апелляционного суда, мэр Симферополя Виктор Агеев заявил, что власти крымской столицы выступают за сохранение и восстановление дома-усадьбы Николая Арендта и городские власти готовы предоставить фонду «Крым» под строительство многоэтажного крымскотатарского культурного центра любой другой участок на территории Симферополя.
Хотя усадьба Арендтов-Ребеци была признана объектом исторического и архитектурного наследства, но от Фонда «Крым» даже комитет по охране культурного наследства не мог получить «охранный договор». Проиграв суд представители меджлиса начали «угрожать членам „Общества защиты и сохранения культурного наследия“ судами, угрожать соседям, сплетничать, наушничать; оскорблять усопших и живых родственников Арендтов-Ребец».

### Россия
Согласно статьи 43 закона РК о 11.09.2014 № 68-3РК «Об объектах культурного наследия в Республике Крым» объекты, занесённые в списки памятников культурного наследия во времена Украинской ССР и Украины, принимаются под государственную охрану в соответствии с требованиями Российской Федерации. Усадьба зарегистрирована в Едином государственном реестре культурного наследия РФ под № 911720989200005.
1 ноября 2014 года члены «Общества защиты и сохранения культурного наследия» обратились к крымским властям — к Сергею Аксенову, мэру В. Н. Агееву, в Государственный комитет по охране культурного наследия Республики Крыма, к прокурору Н. В. Поклонской с просьбой принять меры к собственнику здания, побудившие бы его здание сохранить, как этого требуют законы Российской Федерации. В случае отказа собственника общественники попросили принять меры, руководствуясь статьёй 54 Федерального закона N 73-ФЗ «Об объектах культурного наследия (памятниках истории и культуры) народов Российской Федерации», согласно которой «если собственник объекта культурного наследия, включённого в реестр, не выполняет требований к сохранению объекта, то орган исполнительной власти субъекта Российской Федерации, уполномоченный в области охраны объектов культурного наследия, обращается в суд с иском об изъятии объекта у собственника».
К 2014 году в некоторых элементах главного здания усадьбы появились трещины:
Уничтожение домов, составляющих исторический облик старого Симферополя, проходит обычно по стандартному плану. Их продают частным лицам. Новые владельцы хотят вместо обычного двух-, трехэтажного особняка построить огромное офисное здание в центре столицы, и начинается стремительное разрушение дома. Для этого обычно снимают крышу, выставляя старые стены под дождь, жару и мороз. Дают возможность всем кому не лень разворовывать, а то и просто крушить и ломать ради забавы. И ждут, когда здание дойдет до кондиции, которая позволит владельцам развести руками: ну что поделаешь, уже никакая реконструкция невозможна. Лучшей иллюстрацией сказанному, чем дом Ребец-Арендтов на Карла Маркса, не придумаешь. Стены дышат на ладан, пожалуй, к весне цель будет достигнута — здание упадёт. В результате за несколько лет из вполне приличных зданий получаются развалины, которые с чистым сердцем любая комиссия признает «аварийными»… Причём этот примитивный, но действенный приём используется и с более новыми, социально значимыми зданиями. Достаточно вспомнить разрушенный хлебозавод на улице Фрунзе и детский сад на улице Воровского, который передали институту МВД. Оба здания довели до аварийного состояния, а потом получили разрешения на их снос — для новой застройки. 
18 ноября 2014 года, председатель "Фонда «Крым» сообщил прессе, что ему уже присудили штраф в 350 тысяч рублей, по второй части иска к "Фонду «Крым» грозит штраф в пять миллионов рублей. Позже стало известно, что "Фонду «Крым» был присуждён штраф 4,5 миллиона рублей. Все имущество и счета "Фонда «Крым» были арестованы как мера по обеспечению иска.
По состоянию на 01.01.2015 усадьба Арендтов единственный из 247 объектов культурного наследия Симферополя является аварийным и требует неотложных ремонтно-реставрационных работ (комплекс сооружений усадьбы Арендтов-Ребец, включающий: главный дом по ул. К. Маркса, 25 литера «А»; северный флигель по ул. Долгоруковской, 14 литера «Б» и южный флигель по ул. Долгоруковской, 14 литеры «Д», «Е» — памятник истории и архитектуры, учётный номер 3072-АР).
На 2016 год усадьба остаётся в собственности фонда «Крым».
Здание продолжает разрушаться. На 2018 год крымскими властями никаких мер не принято по консервации состояния здания. По законодательству РФ памятник может быть исключён из Госреестра РФ только в случае, если он полностью разрушен.
Процедуры по переоформлению права собственности завершились в 2021 году Здание передано из муниципальной собственности в государственную.